# American Anime Awards
American Anime Awards — ряд премий, присуждаемых за успехи в выпуске аниме и манги в США. Первое голосование было проведено под руководством (Milton Griepp), представителя веб-сайта ICv2. Церемония была проведена в Нью-Йорке 24 февраля 2007 на фестивале New York Comic Con. Она также транслировалась на IGN.com. Ведущими стали актрисы из компании ADV Films: Кристин Отен, Шелли Кэлин-Блэк, Джессика Бун, Луки Кристиан, Элис Фалкс, Хилари Хааг, Тэйлор Ханна и Серена Варгезе.

## Победители
- Лучшее аниме: Final Fantasy VII Advent Children[2]
- Лучшая аниме-комедия: FLCL
- Лучший сериал: Fullmetal Alchemist
- Лучшее короткое аниме: FLCL
- Лучшая манга: «Корзинка фруктов»
- Лучший актёр: Вик Миньона (Fullmetal Alchemist, Macross)
- Лучшая актриса: Мэри Элизабет Макглинн (Ghost in the Shell: Stand Alone Complex 2nd GIG)
- Лучший актёрский состав: Fullmetal Alchemist
- Лучший дизайн DVD: Fullmetal Alchemist
- Лучшая песня: «Rewrite» Asian Kung-Fu Generation, Fullmetal Alchemist